# David Burge
Pour les articles homonymes, voir Burge (homonymie).
David Burge (Evanston, 25 mars 1930 – Warwick, 1er avril 2013) est un pianiste, chef d'orchestre et compositeur américain. 
En tant qu'interprète, il est remarqué pour défendre des œuvres contemporaines. The New York Times l'appelle « l'un des pianistes américains les plus importants » et ses concerts sont décrits comme « une expérience extraordinaire » (The Washington Post), présentant un «art magistral » (The Baltimore Sun).

## Biographie
David Burge naît à Evanston, dans l'Illinois. Il étudie à l'Université de Northwestern pour son baccalauréat et sa maîtrise (1952). Ensuite, il obtient son diplôme de doctorat en arts musicaux et artiste de l'École de musique Eastman (1956). Grâce à une bourse Fulbright, il étudie le piano avec Pietro Scarpini au Conservatoire Cherubini, à Florence.
Alors en exercice à l'Université du Colorado à Boulder (1962–1975), David Burge fonde et dirige le festival de musique contemporaine de Colorado et il est également directeur musical et chef d'orchestre de l'orchestre philharmonique de Boulder (1965–1972).
Pendant cette période, George Crumb collabore avec David Burge pour l'écriture de Makrokosmos, une série de quatre volumes de pièces pour piano. Makrokosmos, Volume I est composée en 1972 à l'intention de Burge, qui avait déjà commandé et créé les Cinq pièces pour piano (1962) de Crumb. L'enregistrement de Makrokosmos, vol. I pour le label Nonesuch, est nommé pour un Grammy. Burge travaille également travaillé avec d'autres compositeurs, notamment Ernst Křenek, Luciano Berio, et Karlheinz Stockhausen, ainsi qu'avec des chanteurs : Cathy Berberian et Bethany Beardslee.
Il laisse l'Université du Colorado en 1975, pour présider le département de piano à l'école de musique Eastman pendant de nombreuses années. Pendant sa carrière, il donne plus de 1000 concerts aux États-unis, en Europe, en Asie, en Australie et en Nouvelle-Zélande, et composé plus de cent œuvres. Il est également l'auteur d'un livre sur les œuvres pour piano du XXe siècle (« Twentieth-Century Piano Music », publié en anglais par Shirmer Books en 1990) et tenu des colonnes pour Keyboard Magazine, Clavier et The Piano Quarterly.
En 1993, David Burge s'installe à San Diego avec son épouse, Liliane Choney, et est compositeur en résidence pour le San Diego Ballet. Cette compagnie est devenu de plus en plus connu à l'extérieur de la région de San Diego, avec plus d'une trentaine de spectacles aux États-Unis et à l'étranger.
Au début de 2002, David Burge et George Crumb sont nommés pour une résidence conjointe à l'Université de l'Arizona. Il accepte également des postes de professeur invité, non seulement dans nombreuses universités et conservatoires aux États-Unis, mais également au Danemark, en Turquie, en Nouvelle-Zélande, au Canada, en Australie, en Suède et en Corée.
David Burge meurt d'une crise cardiaque le 1er avril 2013, à Warwick, Rhode Island.

## Ouvrage
- Twentieth Century Piano Music, Scarecrow Press 1994  (ISBN 0-8108-4966-6)